# 太平劇團
太平劇團由馬師曾在1933年成立，於1943年日軍入侵時結束。資金來自香港太平戲院老闆源杏翹。十年來能夠在同一間太平戲院連續演出，成為香港著名並非常賣座的粵劇劇團。
1933年春天，馬師曾從美國返回香港後，馬上接受太平戲院老闆源杏翹邀請，組織「太平歌劇社」(後改名太平劇團)。當初，他找到著名男花旦陳非儂，還有半日安、馮醒錚、馮俠魂、袁是我、謝醒儂、馮玉君等人加盟。後來陳非儂接了越南及緬甸之約，便離開太平劇團。
太平劇團班主源杏翹適逢其會，聘請譚蘭卿、上海妹及麥顰卿三位女藝人為花旦，打破當年香港不准男女同班的禁令。這樣令觀眾耳目一新，盛極一時，其他各班紛紛效法，男花旦漸遭淘汰，是粵劇歷史大轉變之一。之後加盟的還有衛少芳、區倩明、區倩坤、楚岫雲、鳳凰女等名女花旦，丑生王梁醒波、黃鶴聲、馮俠魂、趙驚魂等。1942年，紅線女加入並得馬師曾重用，同年因演出《雷雨》中繁漪一角，逐漸成名。
十年來的編劇曾有盧有容、馮顯洲、黃金昌，為馬師曾編寫《刁蠻公主戇駙馬》、《野花香》、《斗氣姑爺》、《審死官》、《我為卿狂》、《野玫瑰怒殺洪承疇》等劇目，大受觀眾歡迎。
同時，馬師曾在太平劇團積極改革粵劇。他引進西方電影的導演與排練制度，戒除提綱戲的臨場即興做法。布景方面，運用硬景、燈光等舞台技術和器材。音樂方面，引用大量西洋樂器來豐富粵劇音樂。他被新聞界稱為「新派粵劇泰斗導演 兼主演藝術鉅子」。
太平劇團與薛覺先帶領的覺先聲劇團展開粵劇藝術上競爭。雙方各有千秋，並駕齊驅，粵劇歷史上稱為「薛馬爭雄」時期。